# غيلبرت أدلر
غيلبرت أدلر (بالإنجليزية: Gilbert Adler)‏ هو منتج أفلام وكاتب سيناريو ومخرج أمريكي، ولد في 14 فبراير 1946 في نيويورك في الولايات المتحدة.

## وصلات خارجية
- غيلبرت أدلر على موقع IMDb (الإنجليزية)
- غيلبرت أدلر على موقع ألو سيني (الفرنسية)
- غيلبرت أدلر على موقع أول موفي (الإنجليزية)
- غيلبرت أدلر على موقع بوكس أوفيس موجو (الإنجليزية)
- غيلبرت أدلر على موقع قاعدة بيانات الأفلام السويدية (السويدية)
- غيلبرت أدلر على موقع قاعدة بيانات الفيلم (الإنجليزية)
- غيلبرت أدلر على موقع كينوبويسك (الروسية)